# 남북조 시대

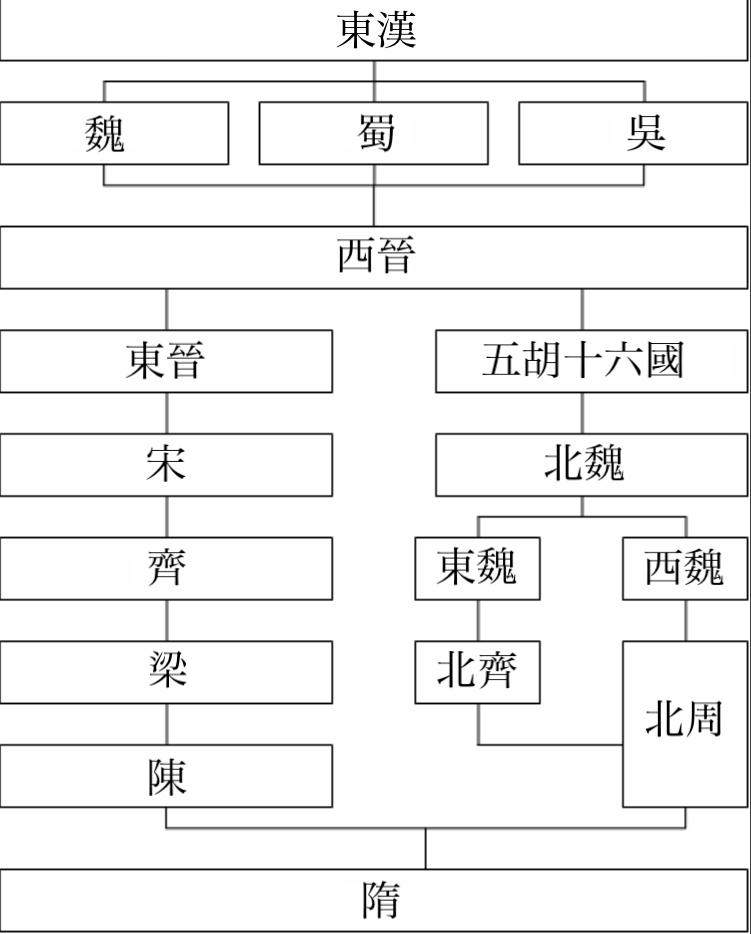
위진 남북조 왕조들의 계통도

남북조 시대(南北朝時代: 386년 ~ 589년)는 중국에서 한족이 세운 남조와 유목민족이 세운 북조가 대립하다가, 수나라가 통일할 때까지의 시기를 말한다.
이 시기 강남에는 송(宋)·제(齊)·양(梁)·진(陳)의 4개 왕조가 차례로 흥망했는데, 이것을 가리켜 남조(南朝)라고 불렀다. 또한 같은 건강(건업의 새 이름)을 수도로 삼았던 삼국 시대의 오나라와 동진을 합쳐 육조(六朝)라고 불러 이 시대를 육조 시대라고 부르기도 하나, 이는 주로 문화사를 다룰 때 쓰이는 시대 구분이다.
이 시대 강남이 크게 개발되어, 이후 수나라 ~ 당나라 시대에 강남은 중국 전체의 경제 기반이 되었다. 남조는 정치적 혼란과는 대조적으로 문화와 불교 등이 융성하여 육조 문화라 불리는 귀족 문화가 번영하여 도연명·왕희지 등이 활약했다.
화북에서는 선비족 탁발씨(탁발부)가 건국한 북위가 오호십육국시대의 혼란을 수습하여 북방 유목민족의 부족제를 해체하고 귀족제에 의거한 중국적인 국가로 탈피하였다.
북위는 육진의 난을 거치면서, 534년에 동위, 서위로 분열하였다. 동위는 550년 북제(北齊)로 정권이 바뀌고, 서위는 556년에 북주가 대신했다. 577년 북주는 북제를 멸망시켜 화북을 통일하였다.
그 후, 581년에 수나라의 양견이 북주의 양위를 받아 제위에 오른다. 589년, 수나라는 남조의 마지막 왕조인 진나라를 멸망시켜 중국을 재통일하였다. 화북의 북위, 동위, 서위, 북제, 북주, 수나라 6개 왕조를 가리켜 북조(北朝)라고 불렀고, 여기에 수나라도 합쳐야 한다는 설도 있다. 이연수(李延壽)의 《북사》에는 수나라를 북조에 넣기도 하였다.

## 변천 과정

### 화북

#### 북위
하지만 북위 내부에서는 선비족의 풍습을 지키려는 세력과 선비족의 풍습을 버리고 한족화를 진행하려는 세력과의 다툼이 일어났다. 한족화를 진행시키려는 세력의 중심은 주로 한족 출신의 사람들이었다. 그들에게 한족화가 진행되면 자신들의 입장이 유리해지는 동시에 문화를 이민족을 이기는 결과를 가져와 이민족의 지배를 받는 굴욕을 씻을 수 있는 일이기도 했다. 이 한족파의 대표는 한인인 최호였다. 최호는 외래 종교였던 불교를 배척하기 위해 도교 교단의 교조 구겸지와 손을 잡고 태무제에게 폐불(불교 탄압, 삼무일종의 폐불의 제일 첫 번째)을 주장하고 그 일을 실행시켰다. 또한 최호는 한인 관료들을 다수 등용하여 한족화를 추진하였으나, 강제적인 한족화는 선비족의 반감을 사서 450년에 주살되었다. 그 후 북위에서 태무제가 암살당해 한동안 혼란이 계속되었다.
이 혼란을 수습한 것이 문명황후였다. 문명황후는 제4대 황제인 문성제의 황후이자 제5대 황제인 헌문제의 적모(嫡母)로 466년 헌문제를 옹립해 수렴청정을 시작했다. 후에 헌문제에게 장남 탁발굉(훗날의 효문제가 태어나자 잠시 물러났으나, 효문제의 생모를 죽인 일로 헌문제와 대립하여 헌문제를 폐위시키고 효문제를 옹립하였다. 북위에서는 외척의 횡포를 배제하기 위해 태자가 황위에 오르면 그 생모를 죽이는 것이 통례였다. 문명태황태후는 계속 수렴청정을 하면서 봉록제(封祿制)·삼장제(三長制)·균전제 등의 제도를 실시하여 중앙집권화와 한족화를 추진하다.
490년, 문명태황태후가 죽자 효문제의 친정(親政)이 시작되었지만, 정책은 그대로 유지·계승되었다. 493년, 효문제는 수도를 평성(平城, 지금의 산서성 대동시)에서 낙양으로 천도한 후, 대대적인 한화(漢化)정책을 추진하였다. 그때까지 황실의 성씨였던 탁발씨를 원(元)씨로 고치고, 구품관인법을 부분적으로 채용하여 남조를 모방한 북조 귀족제도를 만들었다. 이에 반발한 일부 세력이 반란을 일으켰지만, 효문제의 시기에 모두 진압되었다. 하지만 효문제의 사후 반발이 더 거세져 523년 육진의 난이 일어나 전국적인 규모로 확대되어 북위 멸망의 원인 중 하나가 되었다. 6진은 예전 수도 평성 주변을 방위하던 6곳의 군사기지였는데, 이곳은 예로부터 선비족의 유력자가 배치되어 있었다. 그 때문에 매우 중요시되어 좋은 대우를 받았지만, 수도를 천도한 뒤 대우가 나빠지면서 주둔 군인의 불만이 쌓인 것이 직접적인 원인이었다.
반란이 일어나던 시기, 조정에서는 제8대 황제인 효명제와 생모 영태후 사이의 주도권 다툼이 일어나 528년 영태후가 효명제를 살해하여 혼란은 극에 달했다. 이를 진압한 것이 이주영이었다. 이주영은 육진의 난을 진압하고 효장제를 옹립한 뒤 권력을 휘둘렀으나, 효장제에 의해 살해되고, 효장제 또한 이주영 일족에게 살해당했다. 이 틈을 노려 이주영의 부하였던 고환이 이주영 일족을 척살하고 정권을 장악했다. 고환에 의해 옹립된 북위 최후의 황제 효무제는 고환의 전횡을 싫어해서 관중 일대에서 세력을 키운 군벌의 우두머리였던 우문태에게로 도망쳤다.
고환은 534년 효정제를 옹립하였고, 우문태도 효무제를 살해하고 535년 원보거를 옹립했다(문제. 534년을 기점으로 북위는 사실상 멸망했고, 북위는 동위와 서위로 분열하였다. 하지만 이것은 두 사람의 실력자가 제위를 받기 위한 준비 단계에 불과한 것이었다.

#### 북제
동위는 고환이 전권을 장악한 후, 서위를 여러 번 공격했으나, 만족할 만한 성과는 거두지 못했다. 고환은 547년에 사망하였고, 그의 아들 고징이 계승했다. 이때 하남대행대(河南大行臺) 후경은 자신이 가진 군사력 때문에 고징의 의심을 받고 있다는 것을 알고 동위를 이탈해 남조의 양나라에 귀순하였다. 양 무제는 그곳을 접수하기 위해 대군을 보냈으나, 동위군에게 대패해 하남은 동위에게 넘어갔다. 그 후, 양나라에 귀순한 후경은 군사를 일으켜, 양나라는 대혼란에 빠지고 만다.(후경의 난)
고징의 사후 550년 고징의 동생 고양(문선제)이 황제로부터 선양을 받아 제나라를 건국했다. 남조의 제나라와 구별하기 위해 북제(北齊)라고 불렀다. 고양의 치세 초기엔 여러 개혁을 추진하고, 북쪽의 돌궐과 거란을 격파하는 등의 치적을 쌓았으나 후반기에는 북위의 황족이었던 원씨들을 무수히 많이 살해하는 등의 폭거를 저질렀다.
그 후, 동생 고연(효소제)이 고양의 황태자인 고은(폐제)을 살해하고 즉위하였고, 고연 사후, 그의 동생인 고담(무성제)가 고연의 황태자인 고백년(高百年)을 살해하고 뒤를 이었다. 북제의 군주는 주벽(酒癖)과 기행(奇行)이 많아 정치는 매우 혼란스러웠다. 다만 역대 군주는 주벽과 기행이 있는 동시에 군사적 재능이 풍부하여 북주에 대한 군사행동에는 호각 이상을 뛰어넘어 언제나 북주를 패퇴시켰다.
무성제는 즉위 후 얼마 안 가 아들 고위(후주)에게 제위를 물려주고 태상황제로서 정무를 살폈으나, 그 시대에는 황제와 개인적인 친분을 가진 총신들이 정치를 좌지우지하였다. 특히 후주는 주위의 참언(讒言)을 믿고 북제의 군사력을 지탱하던 곡률광과 고숙 두 사람을 살해하여 군사력을 약화시켰다. 북주는 이 사건을 호기로 보고, 북제를 침공해 후주를 사로잡은 뒤, 얼마 안 가 그에게 자결을 명령하였다. 북제는 577년에 멸망하였다.

#### 북주
서위의 정권을 장악한 우문태는 무천진(武川鎭) 출신으로 북위 말엽에 관중 일대를 지배한 대군벌이었다. 북주·수나라·당나라의 중추부는 전부 이 무천진 출신자가 차지하였고, 이때부터 중국은 오랫동안 이 집단(관롱집단)이 지배하게 된다. 우문태는 새롭게 24군제를 창시했다. 이 제도는 군의 조직을 위로부터 주국(柱國) → 대장군 → 개부라고 말하는 계열로 내려와 그 정점에 우문태가 있게 한 것이다. 이 제도는 후에 부병제의 근간이 되었다.
또한 한화정책을 폐지하고, 선비족 복고정책(호화(胡化정책)으로 전환하여, 효문제 때 한족풍의 성씨로 바꾼 선비족 출신들과 해당 계열의 인사들의 성씨를 한화정책 이전에 썼던 선비족 성씨로 원상복구시킨다. 이것을 로성재행(虜姓再行)이라고 부른다. 그러나 한편으로는 《주례》를 근간으로 하는 중국적 복고정책도 추진하였다. 후에 주나라로 이름을 바꾼 것도 이런 연유에서였다. 553년, 양나라를 공격하여 사천을 빼앗았고, 다시 후경의 난에 개입하여 형주 북부(호북성)에 괴뢰국가 후량을 탄생시켜 남조에 타격을 주는 데 성공하였다.
556년, 우문태가 죽자, 조카 우문호가 실권을 장악하고 우문태의 셋째 아들 우문각을 옹립해 북위의 황제로부터 선양을 받아 북주를 건국했다. 우문호는 초대 효민제(우문각), 제2대 명제(우문육), 제3대 무제(우문옹)을 잇달아 옹립하면서 권세가 극에 달했으나, 돌궐과 동맹을 맺고 북제 정복을 시도하다 실패한 뒤, 무제의 책략에 의해 주살되었다.
572년, 친정을 시작한 무제는 거대한 권력과 재산, 토지를 소유한 도교, 불교를 탄압해 재산을 몰수하고, 사도승이나 위장승 등을 포함해 일반 승려들과 도사들을 병사로 징병하였다. 한편 관위의 유교, 불교, 도교를 모아 3교의 연구기관으로 통도관을 설치해 우수한 승려나 도사를 학사로서 수용하였다. 이를 종교에서는 두번째의 '삼무일종의 폐불'이라고 한다.
무제는 강력해진 국력을 가지고 575년에 북제를 공격하였다. 북제는 암군 후주로 인해 반격하지 못하고, 577년 멸망하였다. 무제는 남은 남조 진나라를 공격할 준비를 하다가 578년 친정 도중 병사하였다.
뒤를 계승한 선제(우문윤)는 무제의 엄한 교육을 원망해서 아버지의 관을 향해 “죽은 게 늦어”라는 말을 내뱉었다. 선제는 즉위 다음해 장남 우문연(정제)에게 양위하고 태상황제가 되었으나, 선제의 정책은 어떤 기준도 없는 무의미한 토목공사를 좋아하고, 주색에 빠졌기 때문에 인망을 잃고 그를 대신해 기대를 받은 사람이 12대장군 중 한 명인 양견(훗날의 수 문제)였다.
양견의 딸은 선제의 황후가 되었기에 양견은 외척으로 정치에 참여하였다. 정제가 즉위하고 580년 선제가 죽자, 양견은 섭정을 한다는 이유로 전권을 장악한 후, 다음해 581년 정제를 압박해 선양을 받아 수나라를 건국하고 북주를 멸망시켰다.

### 화남

#### 송
420년, 유유가 동진의 마지막 황제인 공제로부터 선양을 받아 송나라를 건국한다. 건국 직후, 북쪽은 북위가 화북통일에 매진하고 있었기에 남쪽은 평화로워 제3대 황제인 문제의 30년에 가까운 치세는 원가의 치(元嘉之治)라고 찬양받을 정도로 선정의 시대로 명성이 높았다. 그러나 한편 동진 때부터 진행된 귀족세력의 강화는 황제도 귀족을 거스릴 수 없는 사태를 불러왔다. 이 귀족제도에서 소외된 한인(寒人)이라 불리는 계층은 황제와 황족의 편에 서서 권력을 얻으려고 준비했다.
문제는 453년 황태자 유소에게 살해당한다. 이 반역자들을 무찌르고 즉위한 이가 효무제다. 효무제는 귀족세력의 억제를 노려 세제의 개혁과 한인층의 등용을 추진했다. 하지만 효무제 사후 피비린내 나는 권력 쟁탈전이 일어났다. 특히 제6대 황제인 명제는 친족 28명을 살해하고, 신하도 의심하여 다수를 살해하는 등의 폭정을 일삼아 송나라 쇠퇴에 결정적인 영향을 끼쳤다.

#### 제
이때 송나라의 창시자 유유와 함께 군사에서 공적을 세우며 등장한 이가 소도성이었다. 소도성은 명제의 뒤를 이은 후폐제를 살해하고 순제를 옹립한 후, 선양을 받아 제나라를 건국했다. 소도성의 뒤를 계승한 제2대 황제인 무제는 여러 번 북위를 공격했으나, 패배로 끝났다. 그러나 무제 사후 후계자 쟁탈전이 벌어져 소도성의 조카 소란(명제)가 즉위했으나, 그 사이 북위에게 산동을 포함한 회하 이북을 빼앗기고 말았다. 이후 소보권(동혼후)이 즉위했으나, 극단적인 측근 정치를 실행하면서 명제 시대의 중신들을 살해하며 정치를 어지럽혔다. 이에 반발하여 반란이 여러 번 일어났고, 500년에 일어난 소연(훗날의 양 무제)의 반란은 동혼후의 동생 소보융(화제)을 옹립해 건강으로 진군하여 그곳을 포위하였고, 다음해 동혼후는 부하에게 살해당했다.

#### 양
건강에 입성한 소연은 다음해 502년 화제로부터 선양을 받아 양나라를 건국하였다(양 무제). 무제는 범운과 심약(《송서》의 편찬자) 등의 한인층을 등용해 귀족제도를 멀리하고, 새로운 인재를 구했다. 또한 구품관인법 등의 귀족층에게 유리한 제도를 개혁하고, 관위의 상하를 품으로 부르는 것을 고쳤다. 또한 조세의 감세를 추진하고 서진 이래 이때까지 적용해 오던 태시율령을 대신해 새로운 양률과 양령을 제정했다. 문화에도 깊은 조예를 보여, 이 시대는 남조 역사에서 문화가 가장 최전성기를 맞이한 때라고 불리고 있다. 특히 무제의 장남 소명태자에 의해 편찬된 《문선》은 현대까지 명저(名著)로 읽혀지며 전해지고 있다.
그러나 치세 후반에 이르러 무제는 불교에 극단적으로 심취하여 여러 번 사찰에 투신하였고, 그때마다 신하들은 거액의 돈을 사용하여 무제를 데려왔다. 거기에 사용된 금액은 무려 1억 전에 달했다고 한다. 이 돈은 당연 국고에서 나오게 되었으니 국가 재정은 악화되기 시작했다.
이때 동위의 하남대행대(河南大行臺) 후경이 [귀순]]을 요청해 왔다. 조정 대신들 사이에서는 반대의견이 많았으나, 무제는 이를 받아들이기로 결정하고 출병하였다. 하지만 동위에게 패배하여 하남은 동위에게 돌아갔다. 패배한 무제는 생각을 고치고 동위와 화해에 나서게 되자, 목숨이 위태롭게 된 후경은 548년 군사를 일으켜 건강을 함락하고, 무제를 붙잡아 굶겨 죽였다(후경의 난).
무제 사후 3남 소강(간문제)이 뒤를 이었으나, 후경은 551년 황족 소동(소명태자의 아들)을 옹립하였다가, 곧이어 그를 폐위하고 자신이 제위에 올라 국호를 한(漢)이라 불렀다. 이 반란 속에 각지의 여러 왕들이 자립하여 황제를 자칭하였다. 그중 형주에 있던 무제의 8남 소역는 부하 왕승변을 파견해 후경을 죽이고 강릉에서 즉위했다(원제). 이윽고 원제는 촉에서 황제를 칭하고, 강릉으로 진군하던 동생 소기(蕭紀)를 552년에 격파했다.
그러나 554년 옹주자사 소찰이 끌어들인 서위의 대군 앞에 소역은 패배해 죽었고, 소찰은 강릉에 들어가 황제가 되었다. 이 소찰의 정권을 후량이라 부르지만, 실제로는 서위의 괴뢰정권에 불과했다. 또한 이때 촉도 서위에게 점령되었다.
원제의 사후 왕승변과 더불어 원제의 무장이었던 진패선은 건강에서 원제의 9남 소방지를 옹립했으나 동위를 대신해 들어선 북제가 이에 개입해 북제의 포로로 있던 소연명을 보냈다. 왕승변은 그를 받아들여 소연명을 옹립했으나, 진패선은 이에 반대해 소방지를 그대로 옹립했다. 왕승변과 진패선의 다툼은 진패선의 승리로 끝나고, 소방지는 옹립되어 경제가 되었다.

#### 진
557년 진패선은 경제로부터 선양을 받아 진나라를 건국하였다(무제). 하지만 이 시점에서 진나라는 촉 지역과 강릉을 중심으로 한 형주 북부를 빼앗겼고, 거기에 국내에는 반대 세력이 남아 있었다. 진패선은 반대 세력을 진압하는 데 생애를 보내다 559년에 사망했다. 그의 형의 아들 진천이 뒤를 이어 황제의 자리에 올랐다(문제).
문제는 무제의 방침을 고수하고 국내의 반대 세력들을 제압하였다. 566년 문제가 죽자, 그의 동생 진욱이 문제의 아들인 진백종(폐제)을 살해하고 스스로 황제의 자리에 올랐다(선제). 선제는 북주와 함께 북제에 대한 공동전선을 펼쳐 출격하여 회남을 획득하였다.
그러나 북제를 멸망시킨 북주에게 진나라 군대가 패배해 회남을 다시 상실하였다. 이후 582년 진숙보(후주)가 즉위하면서 정치를 등한시하고 놀기만 해 통일의 시기가 가까이 왔음을 알린다.

### 수나라
화북을 통일한 북주를 대신해 정권을 차지한 수 문제는 통일을 향해 신중하게 움직였다. 북쪽의 돌궐에 대해 만리장성의 복구를 실행하였고, 장강에 버려진 운하를 정비하여 보급로를 확보한 뒤, 괴뢰국가였던 후량을 멸망시켜 직할령으로 만들었다. 준비가 끝난 문제는 588년 차남 양광(훗날의 수 양제)를 총대장으로 삼아 총병력 518,000명의 대군을 보내 589년 진나라의 수도 건강을 함락해 우물 속에 숨어 있던 후주를 사로잡으면서 진나라를 멸망시켰다. 서진이 멸망한 때부터 273년이란 긴 분열의 시대였고, 서진의 짧은 통일기간을 제외하면 400년에 가까운 분열을 겪었던 중국은 재통일에 이르렀다.
하지만 수나라의 통일도 제2대 황제인 수 양제의 시대에 빠르게 무너졌다. 그러나 그 뒤를 계승한 당나라는 다시 중국을 재통일한 후 약 300년간 지속하였다. 이 기나긴 분열의 시대에 생겨난 유형무형의 통일에 대한 기운이 다시 분열을 원치 않았던 것이었다.

## 같이 보기
- 영태후
- 안지추
- 진평군